# Mutěnínský lom
Mutěnínský lom je přírodní památka u Mutěnína v okrese Domažlice. Chráněné území je ve správě Krajského úřadu Plzeňského kraje.

## Předmět ochrany
Důvodem ochrany je opuštěný lom v křemenném dioritu mutěnínského pole.